# Anne L'Huillier
Anne Geneviève L'Huillier (Parigi, 16 agosto 1958) è una fisica francese, specializzata in fisica atomica, materia che insegna all'Università di Lund in Svezia.
È conosciuta per aver vinto nel 2023 il Premio Nobel per la fisica insieme a Pierre Agostini e Ferenc Krauszsvista: "per i metodi sperimentali che generano impulsi di luce ad attosecondi per lo studio della dinamica degli elettroni nella materia". Da quando il premio esiste è la quinta donna a riceverlo.

## Biografia
Dopo la laurea, Anne l'Huillier ha conseguito un Master of Science in fisica teorica e matematica, passando in seguito al dottorato di ricerca in fisica sperimentale presso il centro francese di ricerca nucleare del Commissariat à l'énergie atomique et aux énergies alternatives in Centro di ricerca nucleare di Saclay. La sua tesi aveva come argomento la ionizzazione multipla in campi laser ad alta intensità.
Ha poi perfezionato i suoi studi a Göteborg e Los Angeles. Dal 1986 è stata impiegata a tempo indeterminato presso il Saclay Nuclear Research Center. Nel 1992 ha partecipato a un esperimento a Lund, durante il quale era stato installato uno dei primi sistemi laser a stato solido allo zaffiro di titanio per impulsi a femtosecondi in Europa. Nel 1994 si è trasferita in Svezia, prestando servizio come docente presso l'Università di Lund nel 1995 e come professoressa nel 1997.
Anne L'Huillier dirige un gruppo di fisica che studia i movimenti degli elettroni in tempo reale, utilizzato per comprendere le reazioni chimiche a livello atomico. Nel 2003, con il più piccolo impulso laser di 170 attosecondi, lei e il suo gruppo hanno battuto il record mondiale.
Dal 2007 al 2015 Anne L'Huillier ha fatto parte del Comitato Nobel per la Fisica ed è una componente dell'Accademia reale svedese delle scienze dal 2004. Tra il 2003 e il 2013 ha ricevuto diversi premi tra i quali il Premio Julius Springer nel 2003, L'Oréal-UNESCO Awards for Women in Science nel 2011, il Carl-Zeiss Research Award nel 2013, la Medaglia Blaise Pascal e la laurea honoris causa presso l'Università Pierre e Marie Curie (UPMC) di Parigi. È stata eletta associata straniera dell'Accademia nazionale delle scienze nel 2018. Un anno dopo, nel 2019, le è stato conferito il Premio per gli aspetti fondamentali dell'elettronica e dell'ottica quantistica, indetto dalla European Physical Society. Anne L'Huillier fa parte della American Physical Society e della Optical Society.
Nel 2021 Anne L'Huillier ha ricevuto l'Optical Society of America (OSA) Max Born Award per "il lavoro pionieristico nella scienza del laser ultraveloce e nella fisica degli attosecondi, realizzando e comprendendo la generazione di armoniche elevate e applicandola all'imaging risolto nel tempo del movimento degli elettroni negli atomi e nelle molecole". Nel 2022 ha ricevuto il Premio Wolf per la fisica per "i contributi pionieristici alla scienza dei laser ultraveloci e alla fisica degli attosecondi".
Nel 2023 ha vinto il Premio Nobel per la fisica insieme a Pierre Agostini e Ferenc Krausz «per i metodi sperimentali che generano impulsi di luce ad attosecondi per lo studio della dinamica degli elettroni nella materia».

## Lavori
- (EN) Multiple-harmonic conversion of 1064 nm radiation in rare gases, in Journal of Physics B: Atomic, Molecular and Optical Physics, vol. 21, 1988.

## Premi e riconoscimenti
- Premio Julius Springer (2003)
- Premio L'Oréal dell'UNESCO (2011)
- Carl Zeiss Research Award (2013)
- Medaglia Blaise Pascal (2013)
- Laurea Honoris Causa presso l'Università Pierre e Marie Curie (2013)[3]
- Associata straniera dell'Accademia nazionale delle scienze (Stati Uniti d'America) (2018)
- Premio per gli aspetti fondamentali dell'elettronica e dell'ottica quantistica, European Physical Society (2019)
- Optical Society of America Max Born Award (2021)
- Premio Wolf per la fisica (2022)
- Premio Nobel per la fisica (2023)